# Wraak (2025)
Wraak is een aankomende Nederlandse misdaadfilm geregisseerd en mede geschreven door Jonathan Elbers. De film is gebaseerd op het gelijknamige boek uit 2019 van Wouter Laumans en Marijn Schrijver.

## Verhaal
De film volgt de Amsterdamse student Samir die nadat zijn broer omkwam bij een liquidatie, aan hetzelfde lot weet te ontsnappen. Samir besluit hierom te vluchten naar Marokko. Jaren later brengt officier van justitie Sabine Lamans hem in verband met een reeks liquidaties in het criminele circuit. Als er ook nog een kroongetuige wordt ingelijfd en een Canadese server gekraakt wordt, beschikt het Openbaar Ministerie ineens over een berg nieuwe bewijsmateriaal.

## Rolverdeling
| acteur                   | personage                |
| ------------------------ | ------------------------ |
| Noortje Herlaar          | Sabine Lammers           |
| Hamza Othman             | Rayan 'Sous' Bohoe       |
| Waldemar Torenstra       | Yorick Lin               |
| Yassine Ouaich           | Samir 'Gio' Daoudi       |
| Olaf Ait Tami            | Yassin Sadiki            |
| Matteo van der Grijn     | Bas                      |
| Raymond Thiry            | Kees van de Raaf         |
| Daniël Kolf              | Florian                  |
| Sanne Langelaar          | Nina                     |
| Cynthia Abma             | rechter van proces Pinda |
| Teun Stokkel             | Melvin                   |
| Asma El Mouden           | Layla Bohoe              |
| Yassine Chigri           | Amir                     |
| Omar Ahaddaf             | Hajj Yacoubi             |
| Mingus Claessen          | Jimmy                    |
| Tijn Docter              | Daan Timmermans          |
| Marisa van Eyle          | rechter van proces Sous  |
| Brian van de Vooren      | chauffeur vluchtauto     |
| Bodil de la Parra        | Saskia Leemhof           |
| Alexandra van Lier       | vriendin van Bas         |
| Nizar El Manouzi         | Younes Daoudi            |
| Marrgo Shirin            | prostituee               |
| Adam Kissequel           | Bryan 'Pinda' Poco       |
| Jahmil Dapaloe           | Bolle                    |
| Masésé Macnack           | Hicham 'K*nker' Shabat   |
| Daan Colijn              | cipier                   |
| Selyan Boulayoune        | Appie                    |
| Duncan Jacobs            | Max                      |
| Nadia van de Laak        | agent controlekamer      |
| Carolien van Wijngaarden | verslaggeefster          |
| Jeroen Pauw              | nieuwslezer (stemrol)    |
| Margreet Spijker         | nieuwslezer (stemrol)    |

## Achtergrond
De film werd geregisseerd door Jonathan Elbers en geproduceerd door Marcel de Block, Tom de Mol en Marin van den Berg. Daarnaast was Elbers samen met Gerben Hetebrij verantwoordelijk voor het schrijven van het scenario van de film, met aanvullende medewerking van Oussama Ahammoud. De film is gebaseerd op het gelijknamige boek uit 2019 van schrijvers Wouter Laumans en Marijn Schrijver. De opnames van de film gingen in december 2024 van start, er werd onder meer gefilmd in Amsterdam. Hoofdrollen in de film waren weggelegd voor onder anderen Noortje Herlaar, Hamza Othman, Waldemar Torenstra en Yassine Ouaich..

## Release
Op 22 mei 2025 werd de eerste teaser trailer van de film uitgebracht, deze werd op 14 juli 2025 opgevolgd door een volledige trailer. Wraak staat gepland om door distributeur Dutch FilmWorks op 4 september 2025 in de Nederlandse bioscopen uitgebracht te worden.